# Mictyricola typica
Mictyricola typica är en kräftdjursart som beskrevs av Nicholls 1957. Mictyricola typica ingår i släktet Mictyricola och familjen Laophontidae. Inga underarter finns listade i Catalogue of Life.